# Hindsia cucullata
Hindsia cucullata är en måreväxtart som beskrevs av Di Maio. Hindsia cucullata ingår i släktet Hindsia och familjen måreväxter. Inga underarter finns listade i Catalogue of Life.